# Augusto da Cunha Castelo Branco
Augusto da Cunha Castelo Branco, o 1º barão de Campo Maior, (Campo Maior (Piauí), 25 de março de 1839 — São Luís, 26 de novembro de 1898).

## Biografia

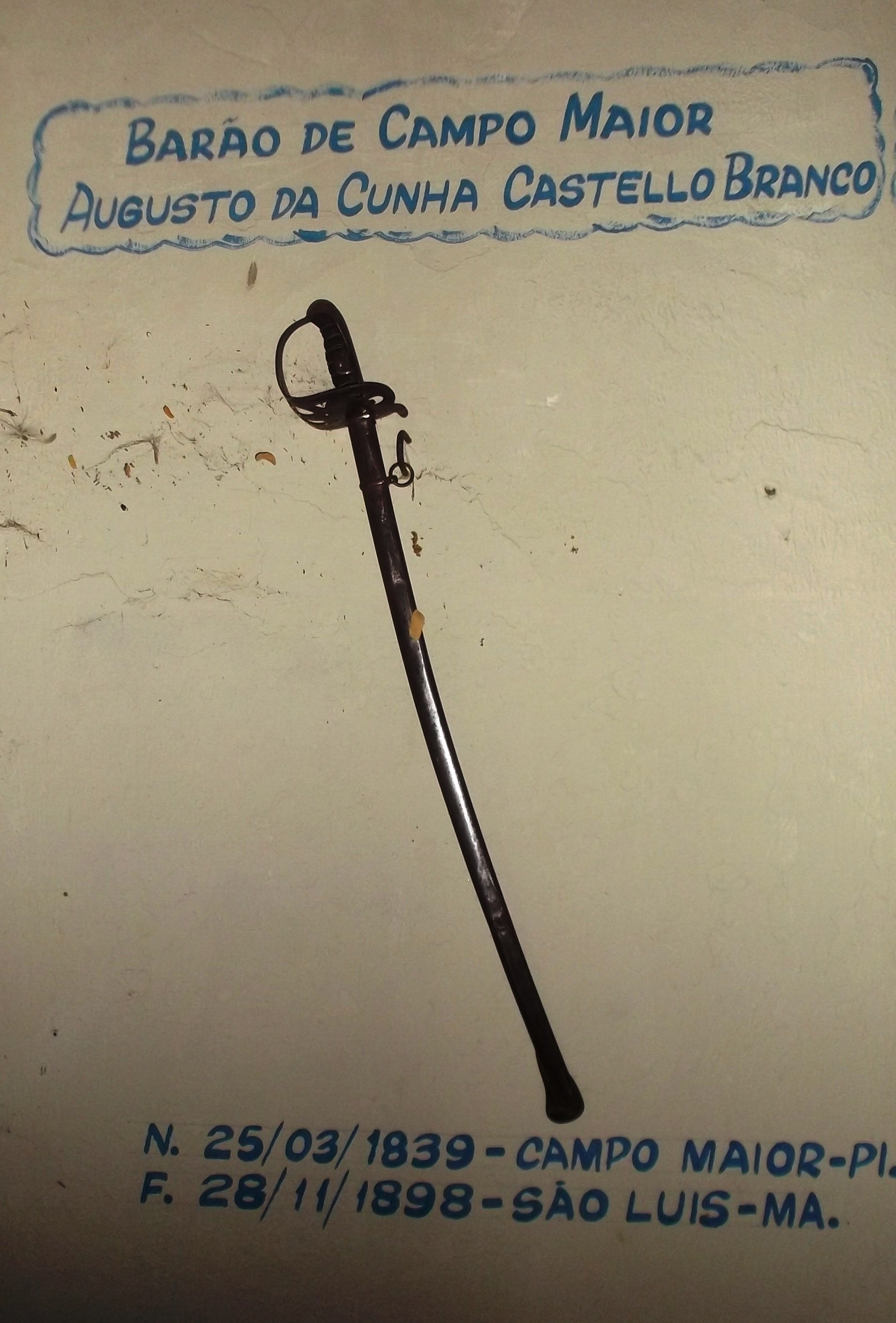
Espada do Barão de Campo Maior.

Um político brasileiro que exerceu o cargo de deputado provincial nas legislaturas de 1862/63 e 1872/3 e foi 3º vice-presidente da província do Piauí, exercendo a presidência interinamente de 22 de novembro de 1877 a 9 de janeiro de 1878.
De acordo com o Arquivo Nobiliárquico Brasileiro recebeu a titulação de barão por decreto assinado pelo imperador, Dom Pedro II, em 16 de janeiro de 1875.
É pentavô de Roberto Castello Branco, presidente da Petrobrás, no governo Jair Bolsonaro.